# Forgetting June
Forgeting June es una película de drama y romance nigeriana de 2013 dirigida por Ikechukwu Onyeka. Está protagonizada por Majid Michel, Beverly Naya y Mbong Amata.

## Sinopsis
Eddie (Majid Michel) y June (Mbong Amata) comparten lo que parece ser el matrimonio perfecto. Pero Eddie comenzó a perder el control de su vida cuando June sufrió un accidente fatal en un viaje fuera de la ciudad. Su hermano menor, Tony (Ben Touitou), apeló a la mejor amiga de June, Tobi (Beverly Naya) para ayudarle en el proceso de recuperación ante el colapso emocional por la muerte de su esposa. Ella termina por persuadirlo para que se una a su grupo de baile, lo que crea una conexión emocional entre ellos y meses más tarde, finalmente deciden casarse. 
Tras dos años de matrimonio, June reaparece en sus vidas.

## Elenco
- Majid Michel como Eddie
- Beverly Naya como Tobi
- Mbong Amata como June
- Blossom Chuks Chukwujekwu como George
- Ben Touitou como Tony
- Abiola Segun-Williams como Sra. Gracia

## Recepción
Nollywood Reinvented le dio una calificación del 23% y fue muy crítico con sus diálogos no originales y sus historias recicladas. Concluyó explicando que "No negaré que estaba semi-emocionado con esta película cuando la escuché originalmente. ¿Por qué? Porque aunque sé más, una parte de mí todavía equipara ver el rostro de Majid Michel en una alineación del elenco con una garantía de excelencia y entretenimiento. Me equivoqué...".